# Est! Est!! Est!!! di Montefiascone
Est! Est!! Est!!! di Montefiascone è una DOC riservata ad alcuni vini prodotti nella provincia di Viterbo.

## Zona di produzione
La zona di produzione è situata nei comuni dell'Alta Tuscia: Montefiascone, Bolsena, San Lorenzo Nuovo, Grotte di Castro e Gradoli.

## Storia
Il nome di questo vino deriva da una leggenda, secondo la quale nell'anno 1111 Enrico V di Germania stava raggiungendo Roma con il suo esercito per ricevere dal papa Pasquale II la corona di Imperatore del Sacro Romano Impero. Al suo seguito si trovava anche un vescovo, Johannes Defuk, intenditore di vini. 
Per soddisfare questa sua passione e scoprire nuovi sapori, il vescovo Defuk mandava il suo coppiere Martino in avanscoperta, con l'incarico di precederlo lungo la via per Roma, per assaggiare e scegliere i vini migliori in ogni luogo in cui passavano. I due avevano concordato un segnale in codice: qualora Martino avesse trovato del buon vino in una locanda, avrebbe dovuto scrivere "Est" (parola latina), abbreviazione di "est bonum", ovvero "c'è [vino] buono", vicino alla porta della locanda. Se il vino era particolarmente buono, avrebbe dovuto scrivere "Est Est". Il servo, una volta giunto a Montefiascone e assaggiato il vino locale, ne notò l'eccezionale qualità e, per comunicarlo, decise di ripetere per tre volte il segnale convenuto e di rafforzare il messaggio con ben sei punti esclamativi: "Est! Est!! Est!!!"
Il vescovo, arrivato in paese, condivise il giudizio del suo coppiere e prolungò la sua permanenza a Montefiascone per tre giorni. Addirittura, al termine della missione imperiale vi tornò, fermandosi fino al giorno della sua morte (avvenuta, pare, per un eccesso di bevute). Venne sepolto nella chiesa di san Flaviano, dove ancora si può leggere, sulla lapide in peperino grigio, l'iscrizione: «Per il troppo EST! qui giace morto il mio signore Johannes Defuk». In riconoscenza dell'ospitalità ricevuta, il vescovo lasciò alla cittadinanza di Montefiascone un'eredità di 24.000 scudi, a condizione che ad ogni anniversario della sua morte una botticella di vino venisse versata sul sepolcro, tradizione che venne ripetuta per diversi secoli. Al vescovo è ancora dedicato un corteo storico con personaggi in costume d'epoca, che fanno rivivere questa leggenda.

## Tipologie

### Est! Est!! Est!!! di Montefiascone

#### Caratteri organolettici
- Aspetto:
- Olfatto:
- Gusto:

### Est! Est!! Est!!! di Montefiascone Classico

#### Caratteri organolettici
- Aspetto:
- Olfatto:
- Gusto:

### Est! Est!! Est!!! di Montefiascone Spumante

#### Caratteri organolettici
- Aspetto:
- Olfatto:
- Gusto:

## Caratteristiche organolettiche
Il vino a denominazione di origine controllata Est! Est!! Est!!! di Montefiascone, all'atto dell'immissione al consumo, deve possedere le seguenti caratteristiche organolettiche:
- limpidezza: limpido
- colore: paglierino brillante
- odore: vinoso
- sapore: sapido, di corpo, armonico, asciutto o abboccato
- gradazione alcolica minima: 10,5% in volume.